# Чемпионат мира по художественной гимнастике 2017

## Медальный зачёт
| Место          | Страна         | Золото | Серебро | Бронза | Всего |
| -------------- | -------------- | ------ | ------- | ------ | ----- |
| 1              | Россия         | 7      | 5       | 1      | 13    |
| 2              | Италия         | 1      | 0       | 0      | 1     |
| 3              | Япония         | 0      | 1       | 3      | 4     |
| 4              | Болгария       | 0      | 1       | 2      | 3     |
| 5              | Беларусь       | 0      | 1       | 0      | 1     |
| 6              | Израиль        | 0      | 0       | 2      | 2     |
| Всего стран: 6 | Всего стран: 6 | 8      | 8       | 8      | 24    |

35-й чемпионат мира по художественной гимнастике 2017 прошёл в Пезаро (Италия) с 30 августа по 3 сентября 2017 года.

## Медалисты
| Событие                             | Золото | Серебро | Бронза                                                                                          |
| ----------------------------------- | --- | --- | ----------------------------------------------------------------------------------------------- |
| Финалы в индивидуальных упражнениях | | |                                                                                                 |
| Многоборье                          | Дина Аверина · Россия                                                                                                 | Арина Аверина · Россия                                                                                                | Линой Ашрам · Израиль                                                                           |
| Обруч                               | Арина Аверина · Россия                                                                                                | Дина Аверина · Россия                                                                                                 | Невяна Владинова · Болгария                                                                     |
| Мяч                                 | Дина Аверина · Россия                                                                                                 | Екатерина Галкина · Беларусь                                                                                          | Арина Аверина · Россия                                                                          |
| Булавы                              | Дина Аверина · Россия                                                                                                 | Арина Аверина · Россия                                                                                                | Кахо Минагава · Япония                                                                          |
| Лента                               | Арина Аверина · Россия                                                                                                | Дина Аверина · Россия                                                                                                 | Линой Ашрам · Израиль                                                                           |
| Финалы в групповых упражнениях      | | |                                                                                                 |
| Многоборье                          | Россия Анастасия Близнюк · Анастасия Татарева · Мария Толкачёва · Мария Кравцова · Евгения Леванова · Ксения Полякова | Болгария Теодора Александрова · Елена Бинева · Симона Дянкова · Мадлен Радуканова · Лаура Траец                       | Япония Мао Куний · Риэ Мацубара · Саюри Сугимото · Аюка Сузуки · Нанами Такенака · Кико Йокота  |
| 5 обручей                           | Италия Мартина Чентофанти · Аньезе Дюранти, · Алессия Маурелли · Анна Баста · Беатрис Торнаторе · Мартина Сантандреа  | Россия Анастасия Близнюк · Мария Кравцова · Ксения Полякова · Анастасия Татарева · Мария Толкачёва · Евгения Леванова | Япония Мао Куний · Риэ Мацубара · Саюри Сугимото · Аюка Сузуки · Нанами Такенака · Кико Йокота  |
| 3 мяча + 2 скакалки                 | Россия Анастасия Близнюк · Анастасия Татарева · Мария Толкачёва · Мария Кравцова · Евгения Леванова · Ксения Полякова | Япония Риэ Мацубара · Саюри Сугимото · Аюка Сузуки · Нанами Такенака · Кико Йокота · Мао Куний                        | Болгария Теодора Александрова · Елена Бинева · Симона Дянкова · Мадлен Радуканова · Лаура Траец |

## Результаты

### Многоборье
| Место | Гимнастка                 | Страна   |            |        |        |        | Сумма  |
| ----- | ------------------------- | -------- | ---------- | ------ | ------ | ------ | ------ |
| 1     | Дина Аверина              | Россия   | 18.850 (1) | 18.550 | 18.850 | 18.450 | 74.700 |
| 2     | Арина Аверина             | Россия   | 18.150 (3) | 18.500 | 18.550 | 18.250 | 73.450 |
| 3     | Линой Ашрам               | Израиль  | 18.375 (2) | 17.400 | 17.150 | 17.100 | 70.025 |
| 4     | Екатерина Галкина         | Беларусь | 17.700     | 16.100 | 18.200 | 17.000 | 69.000 |
| 5     | Кахо Минагава             | Япония   | 17.500     | 16.950 | 17.950 | 16.025 | 68.425 |
| 6     | Лаура Цзэн                | США      | 17.100     | 17.050 | 17.700 | 16.400 | 68.250 |
| 7     | Невиана Владинова         | Болгария | 18.200     | 16.400 | 16.500 | 16.450 | 67.550 |
| 8     | Александра Аджурджукулезе | Италия   | 17.600     | 17.800 | 16.700 | 15.350 | 67.450 |
| 9     | Милена Бальдассари        | Италия   | 17.425     | 15.500 | 17.000 | 16.550 | 66.475 |